# Niko Janković
Niko Janković (Zagabria, 25 agosto 2001) è un calciatore croato, centrocampista del Rijeka.

## Biografia
È il nipote dell'ex calciatore Janko Janković.

## Statistiche

### Presenze e reti nei club
Statistiche aggiornate al 30 settembre 2023.
| Stagione                  | Squadra                   | Campionato                | Campionato | Campionato | Coppe nazionali | Coppe nazionali | Coppe nazionali | Coppe continentali | Coppe continentali | Coppe continentali | Altre coppe | Altre coppe | Altre coppe | Totale | Totale |
| Stagione                  | Squadra                   | Comp                      | Pres       | Reti       | Comp            | Pres            | Reti            | Comp               | Pres               | Reti               | Comp        | Pres        | Reti        | Pres   | Reti   |
| ------------------------- | ------------------------- | ------------------------- | ---------- | ---------- | --------------- | --------------- | --------------- | ------------------ | ------------------ | ------------------ | ----------- | ----------- | ----------- | ------ | ------ |
| apr.-mag. 2019            | Dinamo Zagabria II        | 2.HNL                     | 2          | 0          | -               | -               | -               | -                  | -                  | -                  | -           | -           | -           | 2      | 0      |
| 2020-gen. 2021            | Dinamo Zagabria II        | 2.HNL                     | 16         | 3          | -               | -               | -               | -                  | -                  | -                  | -           | -           | -           | 16     | 3      |
| dic. 2020                 | Dinamo Zagabria           | 1.HNL                     | 1          | 0          | CC              | -               | -               | UCL                | -                  | -                  | -           | -           | -           | 1      | 0      |
| gen.-feb. 2021            | Slaven Belupo             | 1.HNL                     | 2          | 0          | CC              | 0               | 0               | -                  | -                  | -                  | -           | -           | -           | 2      | 0      |
| feb.-mag. 2021            | Dinamo Zagabria II        | 2.HNL                     | 5          | 2          | -               | -               | -               | -                  | -                  | -                  | -           | -           | -           | 5      | 2      |
| Totale Dinamo Zagabria II | Totale Dinamo Zagabria II | Totale Dinamo Zagabria II | 23         | 5          |                 | -               | -               |                    | -                  | -                  |             | -           | -           | 23     | 5      |
| 2021-gen. 2022            | HNK Gorica                | 1.HNL                     | 8          | 0          | CC              | 1               | 0               | -                  | -                  | -                  | -           | -           | -           | 9      | 0      |
| gen.-giu. 2022            | Zrinjski Mostar           | PL                        | 13         | 3          | CB              | 0               | 0               | -                  | -                  | -                  | -           | -           | -           | 13     | 3      |
| 2022-gen. 2023            | Zrinjski Mostar           | PL                        | 18         | 1          | CB              | 0               | 0               | UCL+UECL           | 1+5                | 0+2                | -           | -           | -           | 24     | 3      |
| Totale Zrinjski Mostar    | Totale Zrinjski Mostar    | Totale Zrinjski Mostar    | 31         | 4          |                 | 0               | 0               |                    | 6                  | 2                  |             | -           | -           | 37     | 6      |
| gen.-giu. 2023            | Rijeka                    | 1.HNL                     | 19         | 2          | CC              | 0               | 0               | UECL               | -                  | -                  | -           | -           | -           | 19     | 2      |
| 2023-2024                 | Rijeka                    | 1.HNL                     | 8          | 3          | CC              | 1               | 1               | UECL               | 6                  | 2                  | -           | -           | -           | 15     | 6      |
| Totale Rijeka             | Totale Rijeka             | Totale Rijeka             | 27         | 5          |                 | 1               | 1               |                    | 6                  | 2                  |             | -           | -           | 34     | 8      |
| Totale carriera           | Totale carriera           | Totale carriera           | 92         | 14         |                 | 2               | 1               |                    | 12                 | 4                  |             | -           | -           | 106    | 19     |

## Palmarès

### Club

#### Competizioni nazionali
- Campionato bosniaco: 1

Zrinjski Mostar: 2021-2022
- Campionato croato: 1

Rijeka: 2024-2025
- Coppa di Croazia: 1

Rijeka: 2024-2025